# Nobusuke Kishi
Nobusuke Kishi (13 de Novembro de 1896 — 7 de Agosto de 1987) foi um burocrata e político japonês que serviu como primeiro-ministro do Japão de 1957 a 1960.  É lembrado por sua gestão econômica exploratória do estado fantoche japonês de Manchukuo, na China, durante a década de 1930, sua prisão como suspeito de crimes de guerra após a Segunda Guerra Mundial e pelos massivos Protestos Anpo durante seu mandato como primeiro-ministro, que lhe renderam o apelido de 'Monstro da Era Shōwa' (昭和の妖怪; Shōwa no yōkai).  Kishi também foi o fundador da dinastia política Satō-Kishi-Abe no Japão, com seu irmão mais novo, Eisaku Satō, e seu neto, Shinzo Abe, ambos servindo como primeiros-ministros do país. 
Nascido na Prefeitura de Yamaguchi, Kishi graduou-se na Universidade Imperial de Tóquio em 1920. Subiu rapidamente nos ranks do Ministério do Comércio e Indústria e, durante a década de 1930, liderou o desenvolvimento industrial de Manchukuo, onde utilizou trabalho escravo chinês. Kishi também integrou o gabinete de Hideki Tōjō, servindo como ministro do Comércio e Indústria de 1941 a 1943 e como vice-ministro de Munições de 1943 a 1944. No final da guerra, em 1945, Kishi foi preso como suspeito de crimes de guerra de Classe A, mas as autoridades da ocupação americana decidiram não acusá-lo, julgá-lo ou condená-lo, libertando-o em 1948.
Kishi serviu como o primeiro secretário-geral do PLD e também como ministro das Relações Exteriores durante o mandato do primeiro-ministro Tanzan Ishibashi, antes de sucedê-lo em 1957. Durante seu mandato, promoveu a indústria doméstica e os interesses comerciais do Japão no Sudeste Asiático. Em 1958, propôs uma legislação que concederia vastos poderes à polícia, mas a retirou diante de grande oposição. Sua má gestão na revisão do Tratado de Segurança Japão-EUA em 1960 resultou nos Protestos de Anpo, o maior movimento de protesto da história moderna do Japão, forçando-o a renunciar em desgraça. Apesar disso, continuou como membro da Dieta Nacional até 1979, mantendo uma postura altamente anticomunista e conservadora, com ligações a vários grupos de direita.

## Gestor econômico de Manchukuo
O Exército de Guangdong, controlado pelo Japão, havia recentemente tomado a região chinesa da Manchúria, que na época estava sob o controle do senhor da guerra Zhang Xueliang (o 'Jovem Marechal'), transformando-a em um estado fantoche chamado 'Manchukuo' e nomeando Pu Yi, o último imperador da dinastia Qing, como governante. Apesar disso, a região era, de facto, uma colônia japonesa.  Todos os ministros do governo de Manchukuo eram chineses ou manchus, mas todos os vice-ministros eram japoneses, e eram esses homens que realmente governavam o estado fantoche. Desde o início, o Exército Imperial Japonês buscou transformar Manchukuo em uma potência industrial com o apoio do Império do Japão, implementando uma política de industrialização forçada. O desenvolvimento industrial de Manchukuo era totalmente voltado para indústrias pesadas, como a produção de ferro, com o objetivo de fabricar armamentos. Kishi foi descrito como a principal mente por trás do desenvolvimento industrial do estado fantoche japonês, chamando a atenção do Exército de Guangdong como uma estrela em ascensão no Ministério do Comércio e Indústria. Ele falava abertamente de forma favorável sobre as políticas da Alemanha Nazista.

## Ministro no governo Konoe e Tōjō
Kishi se tornou Vice Ministro do Comércio e Indústria no governo do Príncipe Fumimaro Konoe em 1939. Kishi havia a intenção de criar dentro do Japão uma espécie de "estado de defesa nacional" totalitário nos mesmos moldes que havia sido pioneiro na Manchúria, mas, esses planos sofreram forte oposição dos zaibasus, que o acusaram de ser um comunista;  Ele foi demitido de seu posto em dezembro de 1940. No entanto, Kishi ingressou no gabinete como Ministro do Comércio e Indústria no governo do novo primeiro-ministro Hideki Tōjō menos de um ano depois, em outubro de 1941. Por terem trabalhado juntos na Manchúria, Tojō o considerava um protegido.
Kishi votou e co-assinou em 1 de dezembro de 1941 a declaração de guerra contra os Estados Unidos e a Grã-Bretanha. Foi eleito membro da câmara baixa da Dieta do Japão em abril de 1942 como um membro da Associação de Assistência ao Regime Imperial. Em 1943, o Ministério do Comércio foi abolido e substituído pelo recém-criado Ministério das Munições. Kishi foi forçado a aceitar sua demissão, assumindo o cargo de Vice-Ministro das Munições, enquanto Tōjō concentrava o poder em suas mãos, servindo simultaneamente como primeiro-ministro, Ministro da Guerra e Ministro das Munições. Em julho de 1944, durante a crise política causada pela derrota japonesa na Batalha de Saipan, Tōjō tentou salvar seu governo do colapso reorganizando o gabinete. No entanto, Kishi recusou a solicitação para renunciar, dizendo a Tōjō que a reorganização era inaceitável. Apesar do pedido de Tōjō para que Kishi o ajudasse a salvar seu governo, Kishi se recusou. Essas ações culminaram na queda do gabinete de Tōjō e na sua subsequente substituição como primeiro-ministro pelo General Kuniaki Koiso.

## Irmandade de Defesa Nacional
Após o colapso do gabinete Tōjō, Kishi temporariamente afastou-se da linha de frente da política, reinventando-se como uma figura-chave na facção civil 'continuem a guerra' (kōsenha), enquanto trabalhava nos bastidores para formar um novo movimento político dedicado inteiramente a prolongar o conflito. Entre janeiro e março de 1945, Kishi realizou várias reuniões com associados próximos, como Ryōichi Sasakawa, um proeminente político fascista; Yoshio Kodama, um direitista influente profundamente envolvido com o submundo criminal do Japão; Mamoru Shigemitsu, então Ministro das Relações Exteriores; e o futuro primeiro-ministro Ichirō Hatoyama. Após uma dessas reuniões, surgiu um plano para formar um novo movimento político, com o objetivo de mobilizar a população japonesa para um confronto final e decisivo contra os Aliados. Esses planos coincidiram com a dissolução da Associação de Assistência ao Regime Imperial, da qual surgiram duas vertentes: a principal, a Associação Política do Grande Japão (Dai Nippon Seijikai), liderada pelo General Jirō Minami, e a vertente de Kishi, a Irmandade de Defesa Nacional (Gokoku Dōshikai). No final de março, 32 membros da Dieta aderiram à associação de Kishi. Sob sua liderança, os Dōshikai advogaram pela evacuação em massa e dispersão da população urbana e da base industrial para o interior, a fim de evitar os efeitos devastadores dos ataques aéreos americanos, que aumentavam em frequência.
Os Dōshikai logo entraram em conflito com o novo primeiro-ministro Kantarō Suzuki, que tinha dúvidas sobre quanto tempo mais a guerra poderia ser mantida sem causar uma revolução. Suzuki iniciou a repressão ao crescente movimento de Kishi, excluindo membros do Dōshikai do gabinete e limitando suas intervenções a discussões ocasionais sobre as políticas de Suzuki durante os debates da Dieta.
Os eventos se desenrolaram rapidamente, ultrapassando o movimento de Kishi, e a guerra terminou meses após a formação dos Dōshikai. O Imperador Hirohito anunciou a rendição do Japão em 15 de agosto, pondo fim ao movimento 'continue a guerra'. No mesmo dia, Kishi e seus seguidores se reuniram em uma localização desconhecida e dissolveram os Dōshikai.

## Prisão e retorno à política
Após a rendição do Japão, Kishi, juntamente com outros membros do governo japonês, foi mantido na Prisão de Sugamo como suspeito de ser um criminoso de guerra "Classe A" por ordem do Supremo Comandante dos Países Aliados. Kishi, junto a figuras como Yoshio Kodama, Ryōichi Sasakawa e Matsutaro Shoriki, ex-presidente do jornal Yomiuri Shimbun, viveu na mesma cela, mas nunca foi formalmente julgado.
Com o fim da ocupação aliada em 1952 e a consequente revogação da proibição que impedia ex-membros do governo japonês de participar da política, Kishi retornou à vida política e foi uma figura chave na criação da Federação de Reconstrução do Japão (Nippon Saiken Renmei). O principal objetivo de Kishi era revisar a constituição imposta pelos americanos, especialmente o Artigo 9, que proibia o Japão de manter um exército permanente. Após uma derrota nas eleições de 1952, Kishi dissolveu seu partido e tentou ingressar no Partido Socialista. No entanto, ao não conseguir, juntou-se, de forma relutante, ao Partido Liberal, sendo eleito em 1953. A partir daí, sua principal atividade foi minar a liderança de Shigeru Yoshida, o então líder do Partido Liberal, para tomar seu lugar. Em abril de 1954, em retaliação pelas tentativas de Kishi de depô-lo, Yoshida expulsou-o do partido.
No entanto, Kishi já previa essa situação e, a essa altura, havia identificado mais de 200 membros na Dieta que poderiam estar dispostos a formar um novo partido político para desafiar Yoshida. Em novembro de 1954, Kishi co-fundou o Partido Democrático com Ichirō Hatoyama. Hatoyama tornou-se o líder do partido, enquanto Kishi ocupava o cargo de secretário e, crucialmente, controlava as finanças, o que lhe conferia uma posição dominante dentro dos Democratas. As eleições no Japão eram muito caras, e poucos candidatos conseguiam financiar suas campanhas para a Dieta. Dessa forma, os candidatos do Partido Democrático frequentemente procuravam Kishi em busca de favores.
Os Democratas venceram as eleições gerais de 1955. No dia 1º de novembro, Hatoyama tornou-se primeiro-ministro, e Kishi iniciou conversações com os Liberais sobre a fusão dos dois partidos, especialmente após a renúncia de seu arqui-inimigo Yoshida. Em novembro de 1955, o Partido Democrata e o Partido Liberal se fundiram, e Ichirō Hatoyama foi eleito líder do novo Partido Liberal Democrata. Continuando como secretário do novo partido, Kishi reafirmou aos americanos que "nos próximos 25 anos, seria do interesse japonês cooperar estreitamente com os Estados Unidos". Os americanos queriam que Kishi se tornasse primeiro-ministro e ficaram desapontados quando Tanzan Ishibashi, o mais antiamericano dos políticos do PLD, ganhou a eleição para liderança do partido. No entanto, apenas 65 dias depois, em fevereiro de 1957, Ishibashi foi forçado a renunciar devido a uma doença, e Kishi foi eleito para liderar o partido e a nação como primeiro-ministro. 

## Primeiro Ministro do Japão

### Objetivos políticos
Em fevereiro de 1957, Kishi tornou-se primeiro-ministro após a renúncia de Tanzan Ishibashi. Suas principais preocupações estavam relacionadas à política externa, especialmente no que diz respeito ao Tratado de Segurança EUA-Japão de 1952, que ele via como um instrumento que transformava o Japão em um protetorado americano. Para Kishi, a revisão desse tratado seria o primeiro passo rumo à abolição do Artigo 9 da constituição. Apesar disso, ele também buscou estabelecer relações econômicas estreitas com vários países do Sudeste Asiático.

### Busca para criar o Fundo de Desenvolvimento Asiático
No primeiro ano de seu mandato, o Japão entrou no Conselho de Segurança da ONU, pagou reparações de guerra para a Indonésia, assinou um tratado comercial com a Austrália e estabeleceu tratados de paz com a Tchecoslováquia e a Polônia. Em 1957, Kishi apresentou um plano para a criação de um Fundo de Desenvolvimento Asiático (dominado por japoneses), no qual o Japão investiria milhões de ienes no Sudeste Asiático. Na tentativa de formar o FDA, Kishi visitou Índia, Paquistão, Birmânia, Tailândia, Ceilão e Taiwan em maio de 1957, pedindo aos líderes que se unissem ao fundo. Contudo, com exceção de Taiwan, que concordou em aderir, os outros países não deram respostas claras. Em novembro do mesmo ano, Kishi fez nova viagem ao Sudeste Asiático para promover sua proposta, visitando Vietnã do Sul, Camboja, Laos, Malásia, Indonésia, Filipinas e Austrália. Todas essas nações, que haviam sido atacadas ou ocupadas pelo Japão durante a Segunda Guerra, expressaram desdém por se juntarem ao grupo proposto, sendo a única exceção o Laos, que, na época, estava desesperadamente necessitado de ajuda estrangeira.
Kishi via o sistema criado pelos americanos como temporário e tinha a intenção de que, um dia, o Japão pudesse retornar à sua posição como uma grande potência. Em 1957, Kishi visitou os Estados Unidos, onde foi recebido com honrarias e teve a oportunidade de fazer uma sessão conjunta no Congresso. O vice-presidente dos Estados Unidos, Richard Nixon, apresentou Kishi ao Congresso como um "convidado honorário", destacando-o não apenas como um "grande líder do mundo livre", mas também como um "leal e grande amigo do povo dos Estados Unidos."  Em novembro de 1957, Kishi apresentou suas propostas para uma renovação do Tratado de Segurança Mútua EUA-Japão, e o governo Eisenhower finalmente concordou em negociar uma versão revisada. O embaixador americano Douglas MacArthur II (sobrinho de Douglas MacArthur) informou a Washington que Kishi era o mais pró-americano dos políticos japoneses e que, caso os EUA se recusassem a revisar o tratado de segurança em favor do Japão, ele seria substituído como primeiro-ministro por uma figura mais antiamericana. Antecipando a oposição pública aos seus planos, Kishi propôs à Dieta uma dura medida que concederia vastos poderes à polícia para dispersar manifestações e realizar buscas em residências sem mandado. Em resposta a essa proposta, uma coalizão nacional de organizações civis de esquerda, organizada pelo Partido Socialista do Japão e pela Sōhyō (Conselho Geral de Sindicatos do Japão), mobilizou-se no final de 1958. Os protestos foram bem-sucedidos, e Kishi foi forçado a retirar a proposta.

## Protestos de Anpo de 1960
Com as negociações para a revisão do Tratado de Segurança chegando à sua fase final em 1959, Kishi viajou a Washington, D.C., onde assinou o novo tratado com o Presidente Eisenhower em 19 de janeiro. Durante essa visita aos Estados Unidos, Kishi apareceu na capa da revista Time, que o descreveu como "O corpo de 134 libras que carregava orgulho, poder e paixão - uma personificação perfeita do incrível ressurgimento de seu país", enquanto a Newsweek o chamou de “vendedor amigável e experiente do Japão” que criou a “potência econômica da Ásia”
No entanto, embora o tratado revisado tenha abordado quase todas as queixas do Japão em relação ao tratado original e tenha colocado a aliança entre os EUA e o Japão em um patamar muito mais igualitário, a ideia de ter qualquer tipo de tratado de segurança com os Estados Unidos era impopular entre amplos setores do público japonês, que viam o tratado como uma possibilidade de o Japão se envolver novamente em uma guerra. Em 1959, a coalizão nacional que havia derrotado com sucesso o projeto que expandia os poderes da polícia em 1958 mudou seu nome para “Conselho Popular para Impedir a Revisão do Tratado de Segurança” (Anpo Jōyaku Kaitei Soshi Kokumin Kaigi) e começou a recrutar mais organizações membros e a organizar atividades de protesto contra o tratado revisado.
Como um sinal do que estava por vir, ativistas estudantis radicais da federação estudantil Zengakuren e sindicalistas esquerdistas invadiram o complexo da Dieta Nacional em novembro de 1959 para expressar sua oposição ao tratado. Em janeiro de 1960, os ativistas da Zengakuren organizaram uma manifestação no Aeroporto Haneda, em Tóquio, para tentar impedir que Kishi fosse a Washington assinar o tratado, mas foram removidos pela polícia.
Devido o tratado ser relativamente mais favorável para o Japão em comparação com o anterior, Kishi esperava que sua ratificação fosse rápida. No entanto, quando os debates começaram, a oposição do Partido Socialista do Japão, apoiada por rivais de Kishi dentro de seu próprio partido, implementaram uma série de táticas parlamentares para prolongar a discussão pelo máximo de tempo possível, a fim de impedir a ratificação antes da chegada de Eisenhower, em 19 de junho, dando tempo extra para que os protestos se intensificassem ainda mais.
Em 10 de junho, o porta-voz da Casa Branca, James Hagerty, chegou ao Aeroporto de Haneda, em Tóquio, para se preparar para a chegada de Eisenhower. Hagerty foi pego em um carro preto pelo embaixador americano no Japão, Douglas MacArthur II, que deliberadamente provocou um incidente internacional ao ordenar que o carro atravessasse uma multidão de protestantes. Estes cercaram o veículo e o sacudiram de um lado para o outro por mais de uma hora, enquanto cantavam músicas de protesto e slogans anti-americanos. MacArthur e Hagerty tiveram que ser resgatados por um helicóptero dos fuzileiros navais dos EUA.
Desesperado para manter-se no cargo até a visita de Eisenhower, Kishi ainda esperava controlar as ruas convocando o Exército de Autodefesa do Japão e milhares de direitistas providenciados por seu amigo, o afiliado da yakuza Yoshio Kodama. No entanto, seu gabinete o convenceu a não adotar essa medida, deixando-lhe como única alternativa cancelar a visita de Eisenhower e assumir a responsabilidade pelo caos. Em 16 de junho, Kishi anunciou que renunciaria ao cargo dentro de um mês.
Apesar do anúncio de Kishi, os protestos contra o tratado aumentaram ainda mais, com o maior protesto do movimento ocorrendo em 18 de junho. No entanto, no dia 19 de junho, o tratado revisado entrou em vigor automaticamente, conforme a lei japonesa, 30 dias após sua aprovação pela Câmara Baixa da Dieta. Em 15 de julho de 1960, Kishi renunciou oficialmente e Hayato Ikeda assumiu como primeiro-ministro, deixando claro que não haveriam mais tentativas do PLD de revisar o Artigo 9 da Constituição. Para Kishi, isso significava que todos os seus esforços haviam sido em vão.

## Tentativa de assassinato
Em 14 de julho de 1960, Kishi foi atacado por um agressor armado com uma faca quando saía da residência do primeiro-ministro para organizar uma festa no jardim celebrando a iminente ascensão de Hayato Ikeda ao cargo de primeiro-ministro. O agressor foi Taisuke Aramaki, um homem desempregado de 65 anos, afiliado a vários grupos de direita. Aramaki esfaqueou Kishi seis vezes na coxa, fazendo com que Kishi perdesse muito sangue, embora Kishi tenha sobrevivido porque a lâmina não atingiu nenhuma artéria. Kishi foi levado às pressas para um hospital próximo, onde recebeu um total de 30 pontos para fechar as feridas. 
Aramaki foi preso no local, julgado, considerado culpado e condenado a três anos de prisão em maio de 1962. Apesar de estar desempregado, ele conseguiu de alguma forma pagar uma fiança substancial durante os dois anos seguintes.
Aramaki nunca declarou claramente as motivações de seu ataque.

## Vida pessoal e descendentes
Em 1919, Kishi casou-se com sua prima, Yoshiko Kishi, e foi adotado pelo pai dela, Nobumasa Kishi. O filho do casal, Nobukazu, nasceu em 1921, e sua filha, Yōko, nasceu em 1928.
A filha de Kishi, Yōko Kishi, casou-se com o político e futuro ministro das Relações Exteriores Shintarō Abe. O segundo filho deles, Shinzō Abe, serviu como primeiro-ministro do Japão de 2006 a 2007 e novamente de 2012 a 2020. O terceiro filho do casal, Nobuo Kishi, foi adotado por Nobukazu, filho de Kishi, logo após o nascimento. Nobuo viveu com Kishi durante os últimos anos de sua vida, conquistou o assento histórico de Kishi na Dieta em 2012 e se tornou Ministro da Defesa em 2020.

## Morte
Kishi continuou na Dieta até sua aposentadoria da política em 1979. Apesar de aposentado, manteve grande influência nos bastidores do PLD. Kishi faleceu em 7 de agosto de 1987, aos 90 anos. 